# Mila (provins)
36°26′59″N 6°15′51″Ø / 36.44972°N 6.26417°Ø
Mila (arabisk: ميلة, berbisk: ⵎⵉⵍⴰ Mila) er en af Algeriets 48 provinser. Administrationscenteret er Mila.